# 15516 Langleben
15516 Langleben è un asteroide della fascia principale. Scoperto nel 1999, presenta un'orbita caratterizzata da un semiasse maggiore pari a 2,675479 UA e da un'eccentricità di 0,169716, inclinata di 12,516434° rispetto all'eclittica. Ha un diametro di 4,992 km.